# Say It Right
„Say It Right” este un cântec scris în gen pop/R&B al cântăreței canadiene Nelly Furtado. Piesa a fost compusă de cântăreață în colaborare cu muzicienii Timothy „Timbaland” Mosley și Nate „Danja” Hills pentru cel de-al treilea album al ei, Loose (2006). Cântecul a fost produs de Timbaland în colaborare cu „Danja” Hills, fiind al treilea single lansat de pe discul respectiv în America de Nord și Australia, al patrulea în Europa și Asia și al cincilea în America de Sud. Cântecul a atins cea mai înaltă poziție în clasamentele din peste douăzeci de țări (printre care Statele Unite ale Americii, România, Rusia, Franța și Canada). „Say It Right” a fost nominalizat la Premiile Grammy 2007, categoria „Cea mai bună interpretare vocală feminină”. Piesa a primit aprecieri diferite din partea criticilor și a obținut un triplu disc de platină pentru vânzările înregistrate la nivel mondial.

## Compunerea piesei. Surse de inspirație
Furtado a declarat că a experimentat mult în timpul înregistrării albumului Loose, piesele incluse pe acesta fiind mixate în timp ce erau compuse. „Say It Right” a fost conceput în camera de control a studioului de înregistrări, cântăreața afirmând că această idee provine de la membrii formației U2. În jurul orei 4 a.m., Timbaland i-a sugerat lui Furtado să plece, considerând că era obosită. Aceasta i-a replicat: „Serios? O să-ți arăt eu” și a început să cânte fără acompaniament, piesa fiind compusă și produsă pe parcurs. Pentru a obține acele „efecte de reverberație și sunete nepământești ciudate” prezente în cântec, echipa a folosit patru microfoane pe care le-a învârtit prin studio. Furtado declară despre efectul acestei tehnici că „ai zice că [Timbaland] se află într-o altă țară”.
În „Say It Right” se regăsesc experiențe mistice și transcendentale, așa cum Furtado explică într-un interviu din 2007. „Este oarecum un cântec magic. Are un mister pe care încă nu l-am descoperit în totalitate”. Cântăreața a mai declarat că piesa surprinde sentimentul pe care l-a avut când a compus-o și că te duce într-o cu totul altă sferă. Într-un interviu pentru ziarul britanic The Sunday Times se menționează că discul single are ca subiect despărțirea de DJ Jasper Gahunia, tatăl fetei lui Furtado.
Cântecul a apărut pe compilația americană Now 24 și pe cea britanică Now 66. Bloc Party a făcut un cover după „Say It Right” în timpul emisiunii lui Jo Whiley în data de 11 aprilie 2007. Piesa a fost interpretată în timpul ceremoniei de deschidere pentru Miss Univers 2007, la premiile American Music Awards din 2006 și la Concertul pentru Diana.
Dummies, Friscia & Lamboy, Menage Music și Peter Rauhofer au produs remixuri dance la „Say It Right”. Juan Martinez de la Universal Music Group, a declarat că „remixurile la «Say It Right» au provocat cele mai puternice reacții” dintre toate remixurile pieselor de pe album.

## Structura

Structura muzicală a piesei „Say It Right”

„Say It Right” este o piesă în genul R&B modern, scrisă în gama Do minor și în măsura de patru pătrimi. Conține un tempo moderat de techno, progresia de acorduri fiind Fm-E{\displaystyle \flat }-D{\displaystyle \flat }-B{\displaystyle \flat }m (i-VII-VI-iv în tonalitatea fa minor natural). Întinderea vocii lui Furtado este de la nota la{\displaystyle \flat } din octava mică până la nota fa din octava a doua. Sunt utilizate armonii vocale și câteva sincope, existând în cântec o frazare melodică repetitivă și câte un acord pe spații mari. Nu sunt secțiuni instrumentale prea lungi, iar elementele de percuție sunt proeminente.
Furtado susține că „sunetul fantomatic cântat la claviatură” provine de la discul single lansat în 1983 de formația Eurythmics, „Here Comes the Rain Again”, piesă ce a reprezentat sursa de inspirație pentru mai multe piese de pe Loose, inclusiv pentru „Say It Right”. „Nu sunt sută la sută sigură despre ce e vorba [în «Here Comes the Rain Again»], dar acesta mă poartă mereu într-un alt loc”, declară cântăreața.

## Recenzii
Revista Billboard a descris cântecul ca fiind „...bine realizat. Dacă vorbim la modul general”. About.com a acordat piesei patru stele din cinci, Bill Lamb afirmând că „mulți admiratori ai muzicii pop se vor mai gândi la achiziționarea albumului” după ce vor asculta „Say It Right”. Acesta a numit cântecul „piatra de fundament a lui Loose” și l-a descris ca fiind o „prezență binevenită în topul 40 al muzicii pop”. IGN Music a afirmat că discul single reprezintă „...unul dintre cele mai geniale momente de pe album” și „o altă întoarcere către anii 80” care „eliberează cel mai hipnotic refren”. Stephen Thomas Erlewine de la Allmusic consideră că „Say It Right” este „întunecat și meditativ” și că „și-ar fi găsit locul pe albumele precedente” ale lui Furtado. John Jobling de la Mansized.com este de părere că „toate pariurile s-au închis. Nu vei auzi un cântec pop mai frumos pe parcursul acestui an”. Djbooth.net consideră acest single ca fiind „o continuare a lui «Promiscuous»”, iar UK Mix observă că „din punct de vedere vocal, Furtado completează piesa cu vocea ei neortodoxă care aproape bântuie sonorul, în special pe refren”.
Cântecul a fost nominalizat la Premiile Grammy pentru Cea mai bună interpretare vocală feminină și a primit distincția pentru Cel mai bun cântec pop dance în cadrul premiilor International Dance Music Awards 2007.

## Videoclip
Videoclipul piesei „Say It Right” a fost regizat de duo-ul britanic Rankin & Chris și filmat în Los Angeles, California în octombrie 2006, simultan cu cel pentru „All Good Things (Come to an End)”, al treilea single lansat de pe album în Europa. Furtado a numit videoclipul „primul lucru de acțiune” făcut de cântăreață de la piesa din 2000, „I'm Like a Bird”, declarând că a simțit în timpul filmărilor că experimentează ceea ce numește ea a fi „un moment total de star rock. Este atât de iconic”.

Nelly Furtado în videoclipul piesei „Say It Right”

Videoclipul începe cu un elicopter din care cântăreața coboară după ce acesta aterizează pe un helipad negru de pe acoperișul unei clădiri pe care se află scris numele lui Nelly Furtado. Pe parcurs se arată mai ales scene cu chipul artistei și cu cel al lui Timbaland, cadre intercalate cu momente în care apar dansatorii. Furtado a descris clipul ca fiind „o întoarcere în anii 80... în cea mai fantastică parte” a acestora, deoarece scenele cu ea și Timbaland îi amintesc cântăreței de Annie Lennox și de Dave Stewart din videoclipul piesei lor și de „legătura ciudată pe care cei doi o aveau, de la care... primești o senzație intensă. Iar eu și Tim suntem parteneri, vibrăm la un nivel creativ, deci videoclipul surprinde această energie.” În scena finală, Furtado se urcă înapoi în elicopter și acesta decolează.
Debutul videoclipului la Total Request Live a avut loc pe 6 noiembrie 2006. Două zile mai târziu a ajuns pe poziția cu numărul 9 în clasamentul acestei emisiuni. A reintrat în primele zece locuri pe data de 14 decembrie și a atins poziția maximă de două ori. Clipul a fost retras după patruzeci de zile petrecute în TRL Countdown.
Din data de 16 noiembrie 2006, „Say It Right” a început să fie difuzat și la canalul canadian de televiziune MuchMusic, în clasamentul căruia a ajuns pe primul loc.
La gala din 2007 de decernare a premiilor MTV Video Music Awards, Furtado a fost nominalizată
la categoria Artista anului pentru videoclipurile pieselor „Say It Right” și „Maneater”. La premiile MuchMusic Video Awards clipul lui „Say It Right” a primit nominalizări la categoriile Premiul MuchMusic și la Cel mai bun videoclip internațional al unui canadian. MTV International a certificat videoclipul piesei cu platină pentru mai mult de 6 000 de vizualizări în rețeaua MTV.
Pe site-ul YouTube, videoclipul a devenit al 26-lea cel mai vizionat din lume și este cel mai accesat dintre toate clipurile cântăreței.

## Performanța în clasamente
În Statele Unite ale Americii, cântecul a început să fie difuzat la posturile radio începând cu data de 30 octombrie 2006, după ce Geffen Records a retras „Maneater” pentru a-l promova pe „Say It Right”. În ediția din 18 noiembrie 2006, piesa a debutat în clasamentul Bubbling Under Billboard Hot 100 pe locul 22, echivalentul poziției 122 în topul principal, unde a ajuns pe primul loc în a paisprezecea săptămână de activitate. Astfel, acesta a devenit al doilea cântec al lui Furtado ce a ajuns pe prima poziție în Billboard Hot 100. În acest clasament, „Say It Right” a ocupat timp de o săptămână primul loc, în top 10 a staționat 14 săptămâni, în total acumulând 40 de ediții de activitate. Discul single a contribuit la mărirea vânzărilor albumului Loose, asigurând întoarcerea materialului discografic în top 10 în Billboard 200. Conform Nielsen Broadcast Data Systems, piesa a fost a doua cea mai difuzată la radiourile din SUA pe parcursul anului 2007, acumulând 364.000 de difuzări până pe 2 decembrie. „Say It Right” s-a clasat pe locul 4 în topul revistei R&R ce cuprinde 100 de discuri single disponibile pe orice format. În clasamentul de sfârșit de an al revistei Billboard, cântecul s-a poziționat pe locul 9. Piesa a primit discul de platină în luna decembrie a anului 2007 pentru vânzările înregistrate pe piața americană.
„Say It Right” a ajuns pe primul loc în clasamentul Canadian BDS Airplay, în care a debutat la sfârșitul lunii decembrie a anului 2006, devenind cel de-al doilea single al lui Furtado ce a atins prima poziție în Canada. Conform BDS, piesa a fost a patra cea mai difuzată a anului 2007 la posturile radio din această țară, acumulând 36 900 de difuzări. În Canadian BDS Airplay, discul single a activat timp de 62 de săptămâni. În aprilie 2007 a devenit a doua piesă a lui Furtado ce a ajuns pe primul loc în Canadian Dance Chart. „Say It Right” s-a clasat timp de două săptămâni consecutive pe locul doi în Australian ARIA Singles Chart, lucru ce a determinat creșterea vânzărilor albumului Loose. ARIA a certificat discul single cu platină.
În Regatul Unit, „Say It Right” a fost comercializat doar în suport digital, fără a avea și o lansare pe format CD. Music Week a scris că această lansare exclusiv digitală a piesei lui Furtado și cea a lui Pink, „Leave Me Alone (I'm Lonely)”, sugerează „o campanie” „pentru promovarea albumului”, „Say It Right” fiind al patrulea cântec lansat de pe Loose, iar cel al lui Pink fiind al cincilea de pe materialul discografic. Directorul comercial al Universal Music Group, Brian Rose, a declarat că „Say It Right” nu a fost comercializat pe suport CD din cauza faptului că era al patrulea single de pe album și că nu au existat oferte din partea distribuitorilor, ci pentru că ambele părți implicate doreau creșterea vânzărilor discului. Piesa a debutat în UK Singles Chart pe locul 10 în luna martie a anului 2007, astfel reușind să devină cel mai bine clasat cântec lansat doar în variantă digitală. Succesul lui „Say It Right” a contribuit la vânzările albumului în Regatul Unit și conform MusicWeek a ajutat ca Loose să obțină cea mai înaltă poziționare de la prima săptămână a lansării sale. Cântecul s-a clasat pe locul 29 în topul celor mai bine vândute discuri single ale anului 2007.
În Franța, cântecul a debutat pe primul loc, iar în Germania pe poziția a doua, unde a staționat timp de 9 săptămâni consecutive, fiind surclasat de „Ein Stern (…der deinen Namen trägt)” interpretat de DJ Otzi în colaborare cu Nik P., single ce a rămas pe prima poziție în topul german timp de câteva luni. „Say It Right” a devenit a cincea cea mai de succes piesă a anului 2007 în această țară. În Rusia, discul single a ajuns până pe locul 6 în Russian Airplay Chart, cu un total de 394 714 de difuzări. A fost cel mai de succes cântec la European Hit Radio.
În Spania, „Say It Right” a devenit cea mai difuzată piesă, staționând pe primul loc în Spanish Airplay Chart timp de două săptămâni. A devenit al treilea cântec al lui Furtado ce a atins prima poziție în această țară după „Te Busqué” și „All Good Things (Come to an End)”.
Cântecul deține un record în Romanian Top 100, staționând cele mai multe săptămâni pe primul loc al clasamentului românesc (12 ediții). În acest top, Nelly Furtado a devenit primul artist ce a ocupat concomitent primele două locuri cu „Say It Right” și „All Good Things (Come to an End)”. „Say It Right” a fost cel mai difuzat cântec al anului 2007 în România.
„Say It Right” este cel mai de succes single al lui Furtado în Australia, Austria, Rusia, Elveția și Suedia. Este al doilea cel mai de succes cântec în Norvegia, Olanda și Franța (după „All Good Things (Come to an End)”), Noua Zeelandă (după „Turn Off The Lights”) și SUA (după „Promiscuous”).
În United World Chart, „Say It Right” a debutat pe locul 24 la sfârșitul lunii decembrie a anului 2006, ajungând până pe locul 2. A staționat în clasament timp de 43 de săptămâni, dintre care 29 în top 10, devenind al doilea cel mai de succes single din 2007 după „Umbrella” interpretat de Rihanna. Conform Media Traffic, „Say It Right” este a 16-ea cea mai de succes piesă din perioada 1998–2008 în acest top.

## Personal
| - Vocal: Nelly Furtado - Tobe: Timbaland - Claviatură: Danja - Chitară: Kevin Rudolf - Background: Nelly Furtado, Timbaland, Jim Beanz | - Înregistrare, mixaj și inginerie de sunet: Demacio „Demo” Castellon - Inginerie de sunet: James Roach, Kobla Tetey, Ben Jost și Vadim Chislov - Înregistrare suplimetară: Marcella „Ms. Lago” Araica - Producția vocală: Jim Beanz - Înregistrat și mixat la The Hit Factory, Miami |

## Formate
| CD single pentru Australia 1. „Say It Right” (editare pentru radio) 2. „Maneater” (Sesiune live la Radio 1) DVD-R promoțional pentru SUA 1. „Say It Right” (videoclip) CD cu remixuri 1. „Say It Right” (Peter Rauhofer Remix PT 1) 2. „Say It Right” (Menage Music Remix) 3. „Say It Right” (Dummies Club Mix) 4. „Say It Right” (Friscia & Lamboy Electrobtribe Mixshow Mix) EP cu remixuri 1. „Say it Right” (Peter Rauhofer Club Mix Part 1) 2. „Say it Right” (Dave Aude Dummies Radio Edit) 3. „Say it Right” (Erick Right Remix) 4. „Say it Right” (Firscia & Lamboy Electrotribe Radio Mix) 5. „Say it Right” (Menage Acid Mix) | CD pentru Europa 1. „Say It Right” (editare pentru radio) 2. „What I Wanted” Maxi CD pentru Germania 1. „Say It Right” (editare pentru radio) 2. „What I Wanted” 3. „Say It Right” (Peter Rauhofer Club Mix Part 1) 4. „Say It Right” (Videoclip) Varianta digitală pentru Regatul Unit 1. „Say It Right” (Editare pentru radio) 2. „What I Wanted” 3. „Say It Right” (Sesiune live la iTunes) |

## Alte versiuni
- „Say It Right” (Editare pentru radio) (3:43)
- „Say It Right” (Versiune principală)
- „Say It Right” (Versiune pentru radio) (3:35)
- „Say It Right” (Versiune de pe album) (3:34)
- „Say It Right” (Versiune instrumentală) (3:46)
- „Say It Right” (Versiune instrumentală rară)
- „Say It Right” (Closed Captioned) (4:03)
- „Say It Right” (A Capella) (3:39)
- „Say It Right” (Versiune pentru pian) (4:00)

## Clasamente
| Clasament (2007)          | Poziția maximă |
| ------------------------- | -------------- |
| Australian Singles Chart  | 2              |
| Austria Singles Chart     | 2              |
| Brazilian Hot 100         | 3              |
| Canadian Singles Chart    | 1              |
| Chile Singles Chart       | 1              |
| Czech Republic Top 100    | 1              |
| Dutch Top 40              | 2              |
| Euro 200                  | 1              |
| El Salvador Airplay Chart | 1              |
| Finnish Singles Chart     | 15             |
| French Singles Chart      | 1              |
| German Singles Chart      | 2              |
| Greek Singles Chart       | 13             |
| Lithuanian Singles Chart  | 1              |
| Latvian Singles Chart     | 1              |
| Irish Singles Chart       | 12             |
| Israeli Singles Chart     | 1              |
| Italian Singles Chart     | 3              |
| New Zealand Singles Chart | 1              |

| Clasament (2007)                             | Poziția maximă |
| -------------------------------------------- | -------------- |
| Norwegian Singles Chart                      | 2              |
| Polish Singles Chart                         | 1              |
| Portuguese Singles Chart                     | 1              |
| Romanian Top 100                             | 1              |
| Russian Singles Chart                        | 6              |
| South Africa 5FM Chart                       | 1              |
| Slovakia Singles Chart                       | 1              |
| Slovenia Singles Chart                       | 1              |
| Spanish Singles Chart                        | 1              |
| Swedish Singles Chart                        | 11             |
| Swiss Singles Chart                          | 1              |
| Turkish Singles Chart                        | 1              |
| UK Singles Chart                             | 10             |
| U.S. Billboard Hot 100                       | 1              |
| U.S. Billboard Pop 100                       | 1              |
| U.S. Billboard Hot Adult Top 40 Tracks       | 1              |
| U.S. Billboard Hot Adult Contemporary Tracks | 2              |
| U.S. Billboard Hot Dance Club Play           | 1              |
| United World Chart                           | 2              |

## Certificări și vânzări
| \| Țară \| Certificare \| Vânzări \| \| ------------- \| ---------------------- \| ----------------------------------------- \| \| S.U.A. \| Platină (RIAA)[41][84] \| 1 900 000 \| \| Germania \| Platină (IFPI)[85] \| 300 000 \| \| Australia \| Platină (ARIA)[47] \| 70 000 \| \| Danemarca \| Platină (FPI)[86] \| 15 000 \| \| Noua Zeelandă \| Aur (RIANZ)[87] \| 7 500 \| \| Suedia \| Aur (IFPI)[88] \| 15 000 \| \| Elveția \| Aur (IFPI)[89] \| 15 000 \| \| Belgia \| Aur[90] \| 15 000 \| \| Franța \| — \| 69 900[91] 28,630 descărcare digitală[92] \| \| Internațional \| 3×Platină[93] \| 7 600 000+[94] \| 1. 2. 3. 4. 5. 6. 7. 8. 9. 10. 11. 12. 13. 14. 15. 16. 17. 18. 19. 20. 21. 22. 23. 24. 25. 26. 27. 28. 29. 30. 31. 32. 33. 34. 35. 36. 37. 38. 39. 40. 41. 42. 43. 44. 45. 46. 47. 48. 49. 50. 51. 52. 53. 54. 55. 56. 57. 58. 59. 60. 61. 62. 63. 64. 65. 66. 67. 68. 69. 70. 71. 72. 73. 74. 75. 76. 77. 78. 79. 80. 81. 82. 83. 84. 85. 86. 87. 88. 89. 90. 91. 92. 93. 94. - en Site-ul oficial al lui Nelly Furtado - en Versuri „Say It Right” Arhivat în 12 iunie 2008, la Wayback Machine. - Videoclip oficial pe YouTube |                |                                   |
| Țară | Certificare    | Vânzări                           |
| S.U.A. | Platină (RIAA) | 1 900 000                         |
| Germania | Platină (IFPI) | 300 000                           |
| Australia | Platină (ARIA) | 70 000                            |
| Danemarca | Platină (FPI)  | 15 000                            |
| Noua Zeelandă | Aur (RIANZ)    | 7 500                             |
| Suedia | Aur (IFPI)     | 15 000                            |
| Elveția | Aur (IFPI)     | 15 000                            |
| Belgia | Aur            | 15 000                            |
| Franța | —              | 69 900 28,630 descărcare digitală |
| Internațional | 3×Platină      | 7 600 000+                        |